# NGC 661
NGC 661 este o galaxie eliptică situată în constelația Triunghiul. A fost descoperită în 26 octombrie 1786 de către William Herschel. De asemenea, a fost observată încă o dată de către John Herschel și în 11 octombrie 1882 de către Edward Barnard.